# سوسة (دير الزور)
السوسه مدينه سوريّة إداريّة تتبع منطقة البوكمال في محافظة دير الزور. بلغ عدد سكان الناحية 45,986 نسمة حسب تعداد عام 2004.(cg3o)المزيون الحسوني انستا

## المناخ
يظهر الجدول التالي التغييرات المناخية على مدار السنة لسوسة:
| البيانات المناخية لـسوسة          | البيانات المناخية لـسوسة | البيانات المناخية لـسوسة | البيانات المناخية لـسوسة | البيانات المناخية لـسوسة | البيانات المناخية لـسوسة | البيانات المناخية لـسوسة | البيانات المناخية لـسوسة | البيانات المناخية لـسوسة | البيانات المناخية لـسوسة | البيانات المناخية لـسوسة | البيانات المناخية لـسوسة | البيانات المناخية لـسوسة | البيانات المناخية لـسوسة |
| الشهر                             | يناير                    | فبراير                   | مارس                     | أبريل                    | مايو                     | يونيو                    | يوليو                    | أغسطس                    | سبتمبر                   | أكتوبر                   | نوفمبر                   | ديسمبر                   | المعدل السنوي            |
| --------------------------------- | ------------------------ | ------------------------ | ------------------------ | ------------------------ | ------------------------ | ------------------------ | ------------------------ | ------------------------ | ------------------------ | ------------------------ | ------------------------ | ------------------------ | ------------------------ |
| متوسط درجة الحرارة الكبرى °م (°ف) | 13.8 (56.8)              | 16.7 (62.1)              | 21.1 (70.0)              | 26.6 (79.9)              | 32.5 (90.5)              | 38.1 (100.6)             | 40.5 (104.9)             | 40.5 (104.9)             | 36.3 (97.3)              | 30.2 (86.4)              | 22.0 (71.6)              | 15.7 (60.3)              | 27.8 (82.1)              |
| متوسط درجة الحرارة الصغرى °م (°ف) | 2.6 (36.7)               | 3.9 (39.0)               | 6.9 (44.4)               | 11.8 (53.2)              | 16.6 (61.9)              | 21.1 (70.0)              | 23.5 (74.3)              | 23.3 (73.9)              | 18.7 (65.7)              | 13.8 (56.8)              | 7.5 (45.5)               | 3.7 (38.7)               | 12.8 (55.0)              |
| الهطول مم (إنش)                   | 25 (1.0)                 | 16 (0.6)                 | 15 (0.6)                 | 19 (0.7)                 | 7 (0.3)                  | 0 (0)                    | 0 (0)                    | 0 (0)                    | 0 (0)                    | 6 (0.2)                  | 9 (0.4)                  | 21 (0.8)                 | 118 (4.6)                |
| المصدر: Climate Data              |                          |                          |                          |                          |                          |                          |                          |                          |                          |                          |                          |                          |                          |